# Сельское поселение Рождествено
Сельское поселение Рожде́ствено — муниципальное образование в Волжском районе Самарской области.
Административный центр — село Рождествено.

## Административное устройство
В состав сельского поселения Рождествено входят:
- село Рождествено,
- село Выползово,
- село Новинки,
- село Подгоры,
- село Торновое,
- село Шелехметь,
- посёлок Гаврилова Поляна

## Население
| 2010  | 2012  | 2013  | 2014  | 2015  | 2016  | 2017  | 2018  | 2019  |
| ----- | ----- | ----- | ----- | ----- | ----- | ----- | ----- | ----- |
| 8297  | ↗8481 | ↗8604 | ↗8623 | ↗8712 | ↗8741 | ↗8776 | ↗8811 | ↘8769 |
| 2020  | 2021  |       |       |       |       |       |       |       |
| ↘8742 | ↘7281 |       |       |       |       |       |       |       |